# Хлопчаки
«Хлопчаки» (рос. «Мальчишки») — радянський художній двосерійний телефільм 1978 року, знятий Творчим об'єднанням «Екран».

## Сюжет
Герої телефільму — підлітки, що замінили батьків та старших братів, які пішли на війну, і розділили з дорослими всі тяготи Німецько-радянської війни.

## У ролях
- Олександр Сілін — Капітон Бутирьов (Капа)
- Світлана Волкова — Рима Бутирьова
- Катерина Валюжинич — Нюшка Бутиреьова
- Павло Ренгач — Валерка
- Дмитро Леонов — Льошка (Ходуля)
- Володимир Каїров — Вітя Сташук, юнга
- Микола Ломтєв — Тімсон
- Олександр Соколов — Дудков, наставник Капітона на заводі
- Ніна Ургант — тітка Дуся, голова міськради
- Володимир Кашпур — мічман, командир загону юнг
- Віктор Сергачов — начальник цеху
- Олександр Вокач — артист
- Марія Виноградова — робітниця заводу
- Володимир Трещалов — солдат на ринку, з забинтованою рукою
- Юрій Сорокін — епізод
- Борис Бітюков — працівник виконкому
- Олександр Насокін — епізод
- Юрій Сазонов — епізод
- Марина Сальникова — епізод

## Знімальна група
- Режисер — Вадим Зобін
- Сценарист — Семен Лунгін
- Оператор — Володимир Трофімов
- Композитор — Микола Каретников
- Художник — Юрій Углов